# Przesyłka pocztowa

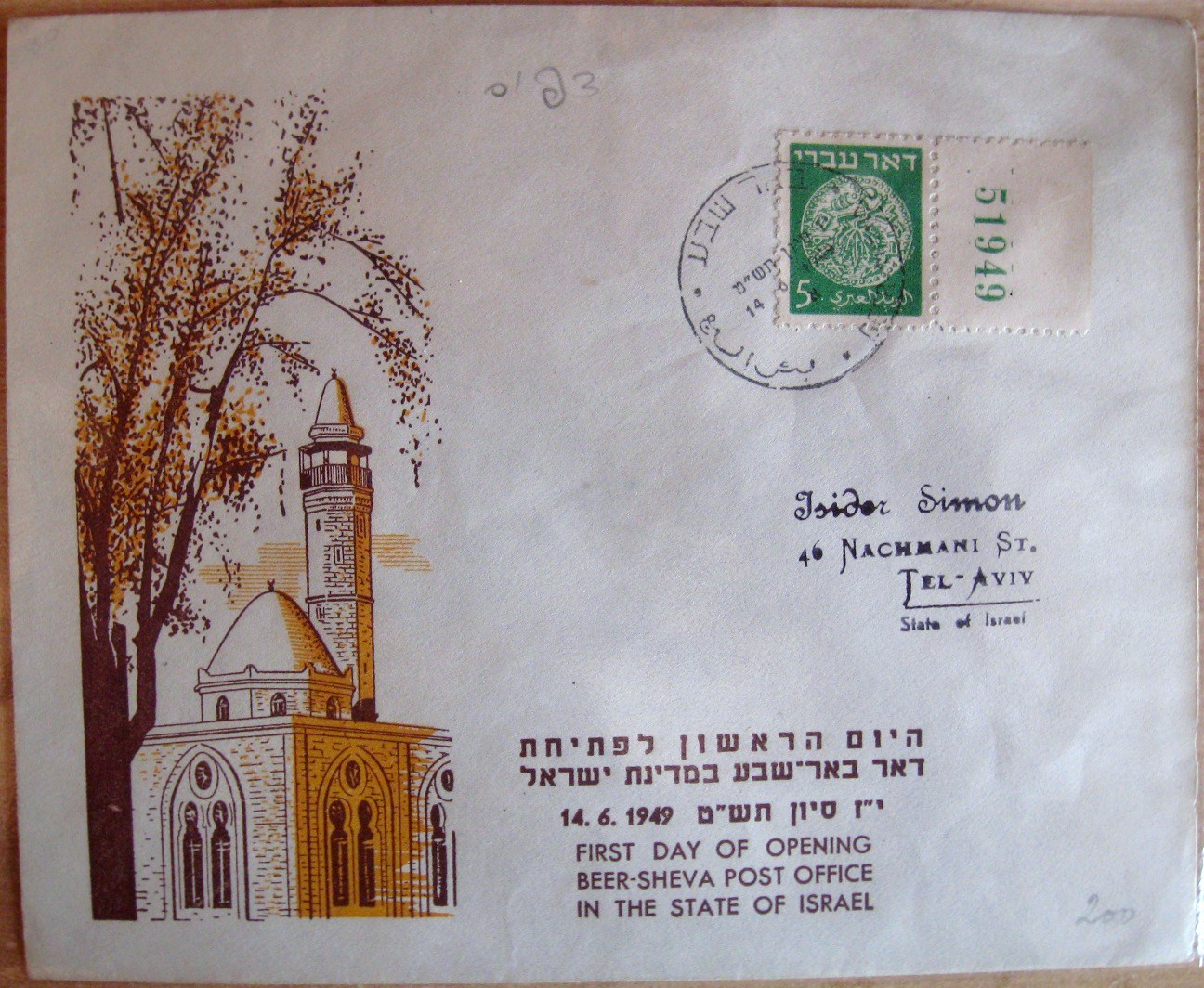
Zaadresowana przesyłka pocztowa

Przesyłka pocztowa – rzecz opatrzona oznaczeniem adresata i adresem, przedłożona do przyjęcia lub przyjęta przez operatora pocztowego w celu przemieszczenia i doręczenia adresatowi.
Przesyłką jest zarówno list, jak i paczka, natomiast druk bezadresowy nie jest zaliczany do przesyłek pocztowych.